# ليوبولدو أودونيل (دوق تطوان الأول)
تعود التسمية إلى التقاليد والأعراف الإسبانية حيث أن الاسم الأول أو اسم العائلة من ناحية الأب هو أودونيل والاسم الثاني أو اسم العائلة من ناحية الأم هو جوريس.
دون ليوبولدو أودونيل وجوريس، دوق تطوان الأول، كونت لوسينا الأول، فيكونت اليجا الأول، من كبار نبلاء إسبانيا، كان رجل دولة وجنرال إسباني، إيرلندي النسب من ناحية الأب، وحفيد كالفه أودونيل، ملك تيركونيل.

## النشأة
ولد في سانتا كروث دي تينيريفه وهو ابن كارلوس أودونيل (ولد عام 1768) وزوجته جوزيفا جوريس.

## حياته المهنية
لقد كان أودونيل مؤيداً بشكل قوي لليبراليين (الكريستينوز)، وأيّد وصاية العرش لماريا كريستينا في الثلاثينيات من القرن 19. وعندما قام الجنرال بالدوميرو اسبارتيرو بالإستيلاء على السلطة في عام 1840، نفي أودونيل مع ماريا كريستينا، وتورّط في محاولة إنقلاب ضد الجنرال اسبارتيرو عام 1841. ثم عاد للسلطة خلال وقت قصير وقد تم إرساله إلى كوبا برتبة قائد عام سنة 1843.
نسبت له مجزرة قمع لاسكاليرا (La escalera) عام 1844 حيث انتهى أمر الألاف من العبيد في زنازين معتمة في كوبا وتم تعذيبهم وإعدامهم وسُمي هذا العام فيما بعد بعام السوط.
قام أودنيل بتمرد عسكري سنة 1854 ضد الحكومة واحتل بموجبها منصب رئيس الوزراء لفترة معينة ثم عمل وزيراً للحرب في حكومة الجنرال اسبارتيرو.
سببت حرب القرم ارتفاعاً حاداً في أسعار الحبوب بسبب الحصار المفروض من قبل روسيا، مما أدى إلى مجاعة في غاليسيا عام 1854. توجه الجنرال أودنيل إلى مدريد بعد توسع أعمال الشغب في إسبانيا بسبب الإستغناء عن أعداد من الأيدي العاملة في مصانع الأنسجة مما دفع الجنرال اسبارتيرو إلى تسليم كامل السلطة لصالح أودونيل في 15-14 يوليو 1856.
أمرت الملكة إيزابيلا الثانية بتشكيل حكومة وتعيينه رئيسَ الوزراء الرابع و الأربعون لإسبانيا ثم قام أودونيل بتشكيل الحزب الليبرالي بإدارته الجديدة، الذي كان الهدف من تشكيله تلاقي الأحزاب التقدمية والمعتدلة والكارلية التقليدية، حيث قام أودونيل بمحاولة إيجاد حل وسطي لإسبانيا عن طريق تشكيل حزبه الجديد و ذلك بمناصرة سياسات اقتصاد عدم التدخل ومصادرة أراضي الكنيسة.
تم إنهاء خدماته بعد قضاءه فترة وجيزة في السلطة لم تتجاوز عدة أشهر، متبوعة بعامين من ردود الفعل. وقد شكلت حكومته الأسس والقواعد للتقدم المستقبلي.
كان أودونيل أكثر حذراً في الحكومات المستقبلية حيث عملت إدارتيّ أودونيل بقوة لجذب الاستثمارات الأجنبية من أجل تحسين البنية التحتية لسكة الحديد في إسبانيا. إلا أن أودونيل فشل في تحقيق نموّ اقتصادي جيد. وعلى الرغم من ذلك، قام بتحفيز الصناعة في نافارا وكاتالونيا، لوجود مراكز صناعية مهمة.كما كان أودونيل من المؤيدين للسياسة الإمبريالية الجديدة والعنيفة، التي تهدف وبشكل أساسي على توسيع الأراضي الإسبانية في إفريقيا، خاصة بعد النجاحات الفرنسية في الجزائر.
احتل أودونيل في إدارته الأولى منصبين معاً حيث عمل كوزير للخارجية السادس والثلاثين ورئيس للوزراء الثامن والأربعين لإسبانيا في الفترة ما بين30يونيو 1858 إلى 2 يوليو 1858، ثم عمل مجدداً وزيراً للخارجية الثامن والثلاثين خلال الفترة 21أكتوبر 1860 إلى 18يناير 1863، ثم احتل مرة أخرى منصب رئيس الوزراء فقط حتى 26 فبراير 1863.
قام أودونيل بأخذ فترة استراحة قصيرة من حكومته في 1860 للإشراف على الجيش الإسباني في معركة تطوان خلال غزوها المغرب. ثم تمت مكافأته لقدراته في هذه الحملة بتشريفه بلقب دوق تطوان. قام أودونيل أيضاً بقمع ثورة قائدها الجنرال خوان بريم، وتم إنهاء خدماته لاحقاً في 11 يوليو 1866 من قبل الملكة بسبب وحشية نظامه.

## روابط خارجية
- ليوبولدو أودونيل ، دوق تطوان الأول على موقع الموسوعة البريطانية (الإنجليزية)